# ألفرد طومسون
ألفرد طومسون (بالإنجليزية: Alfred Thompson)‏ هو كاريكاتيري أمريكي، ولد في 7 أكتوبر 1831 في لندن في المملكة المتحدة، وتوفي في 31 أغسطس 1895 في نيويورك في الولايات المتحدة.

## معرض صور

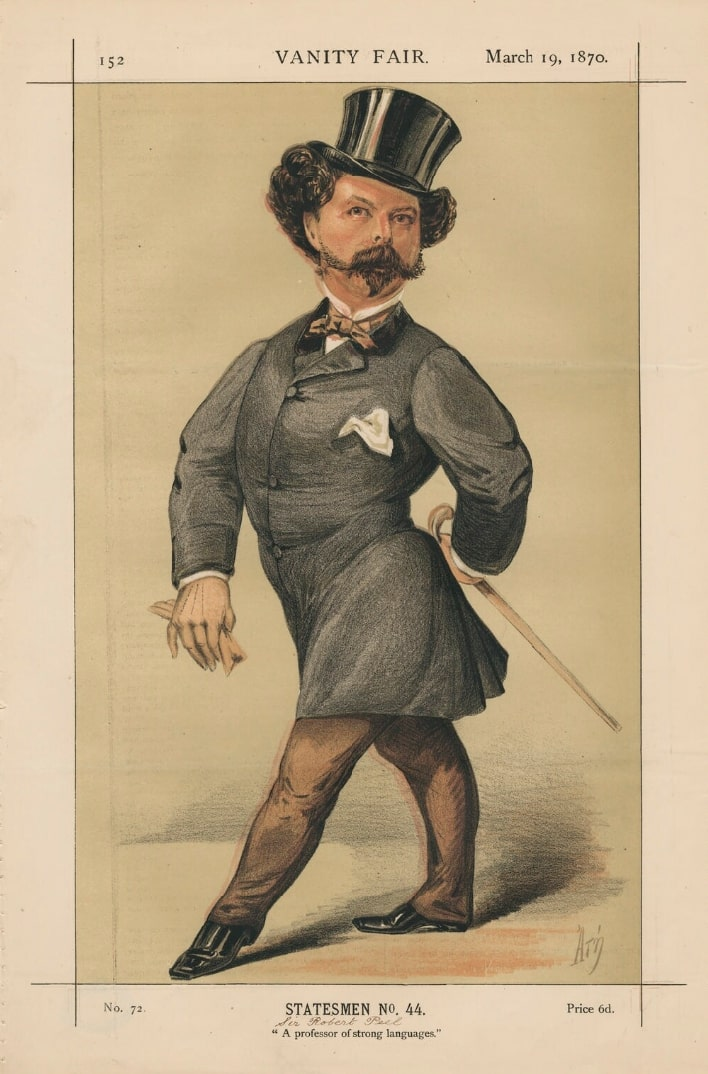
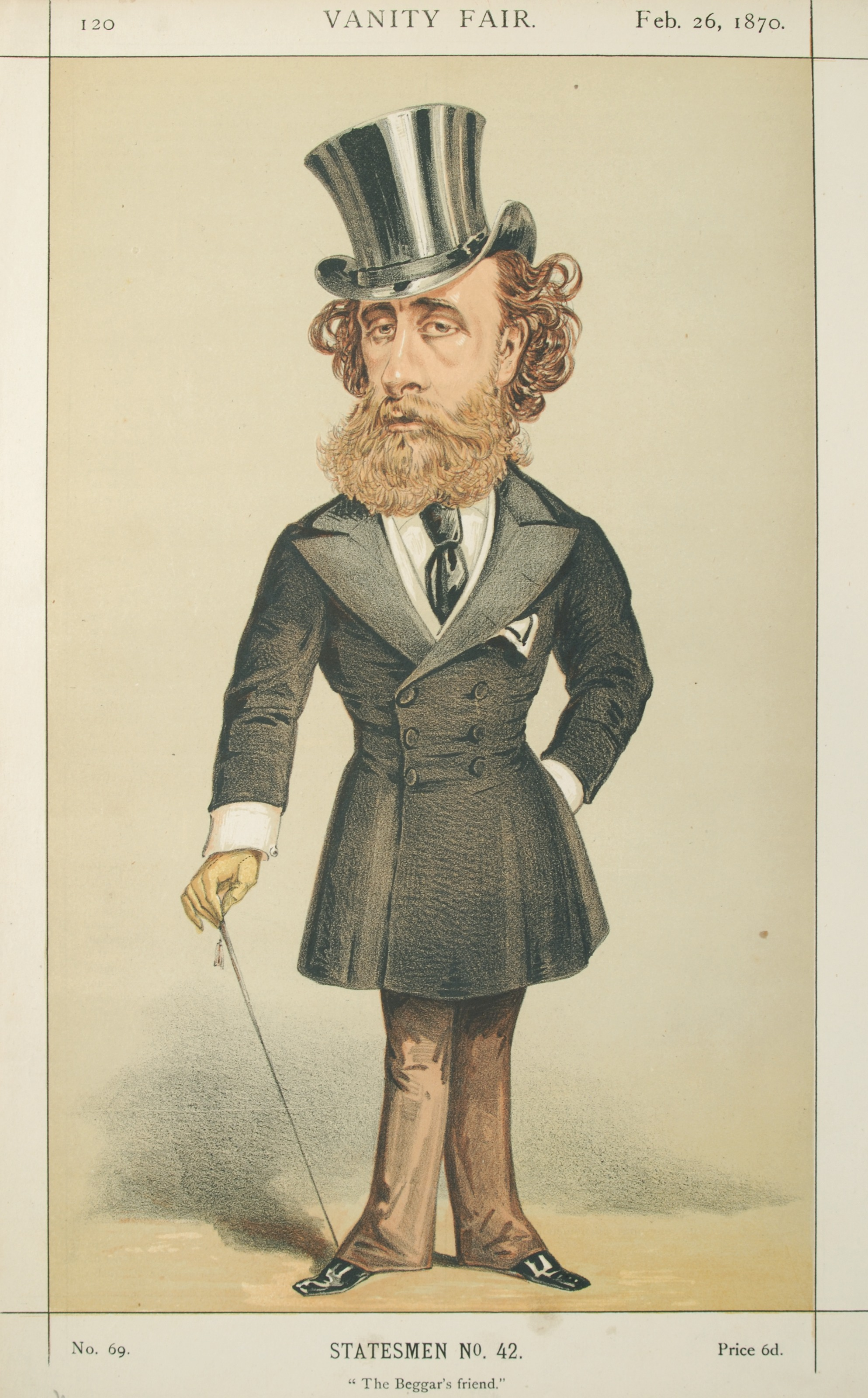
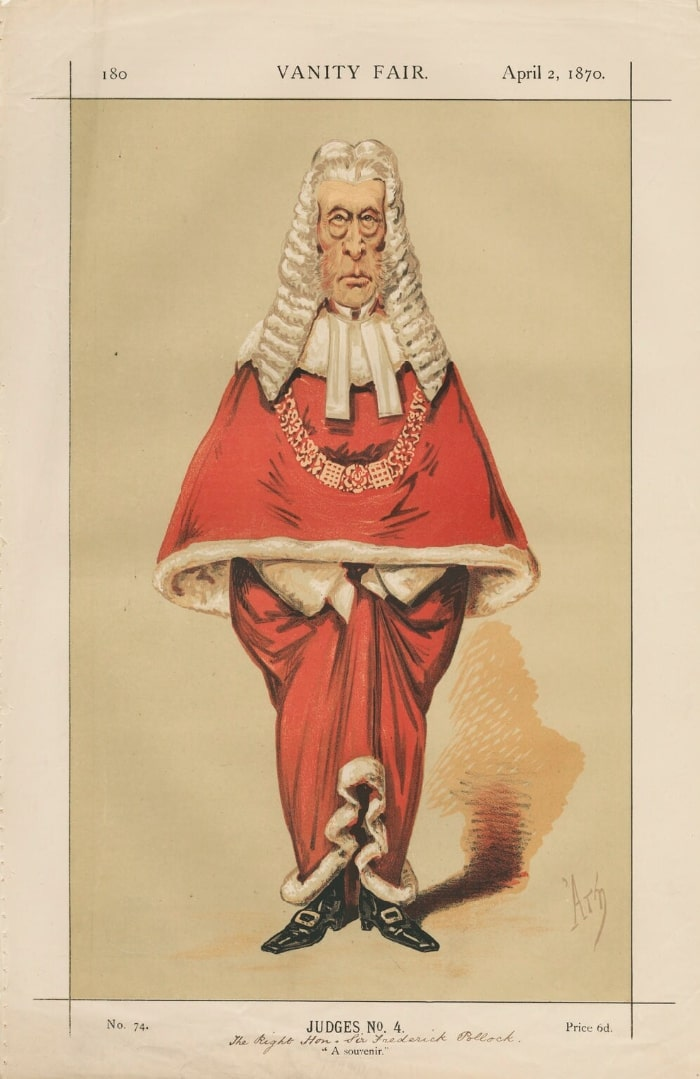
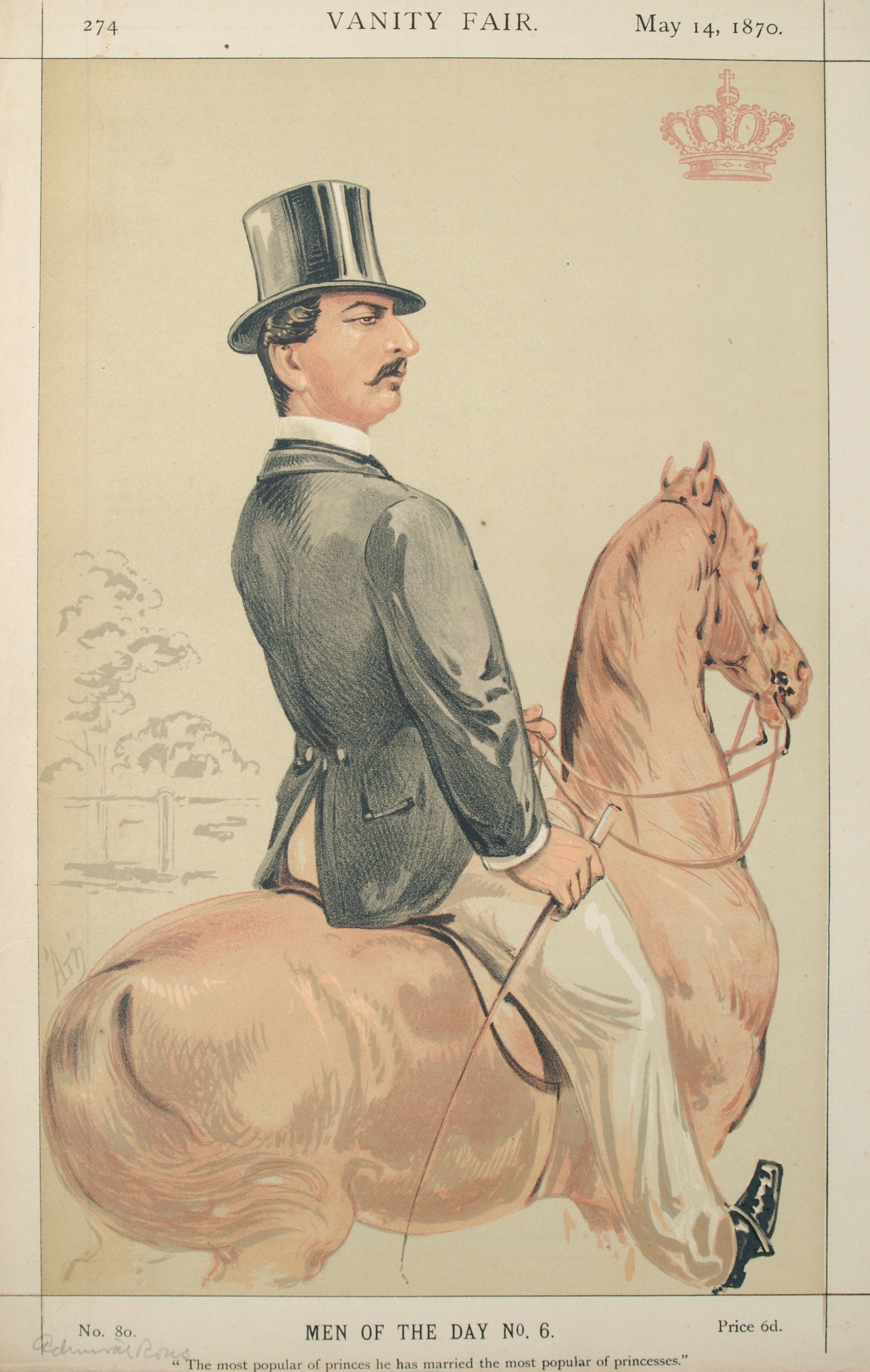
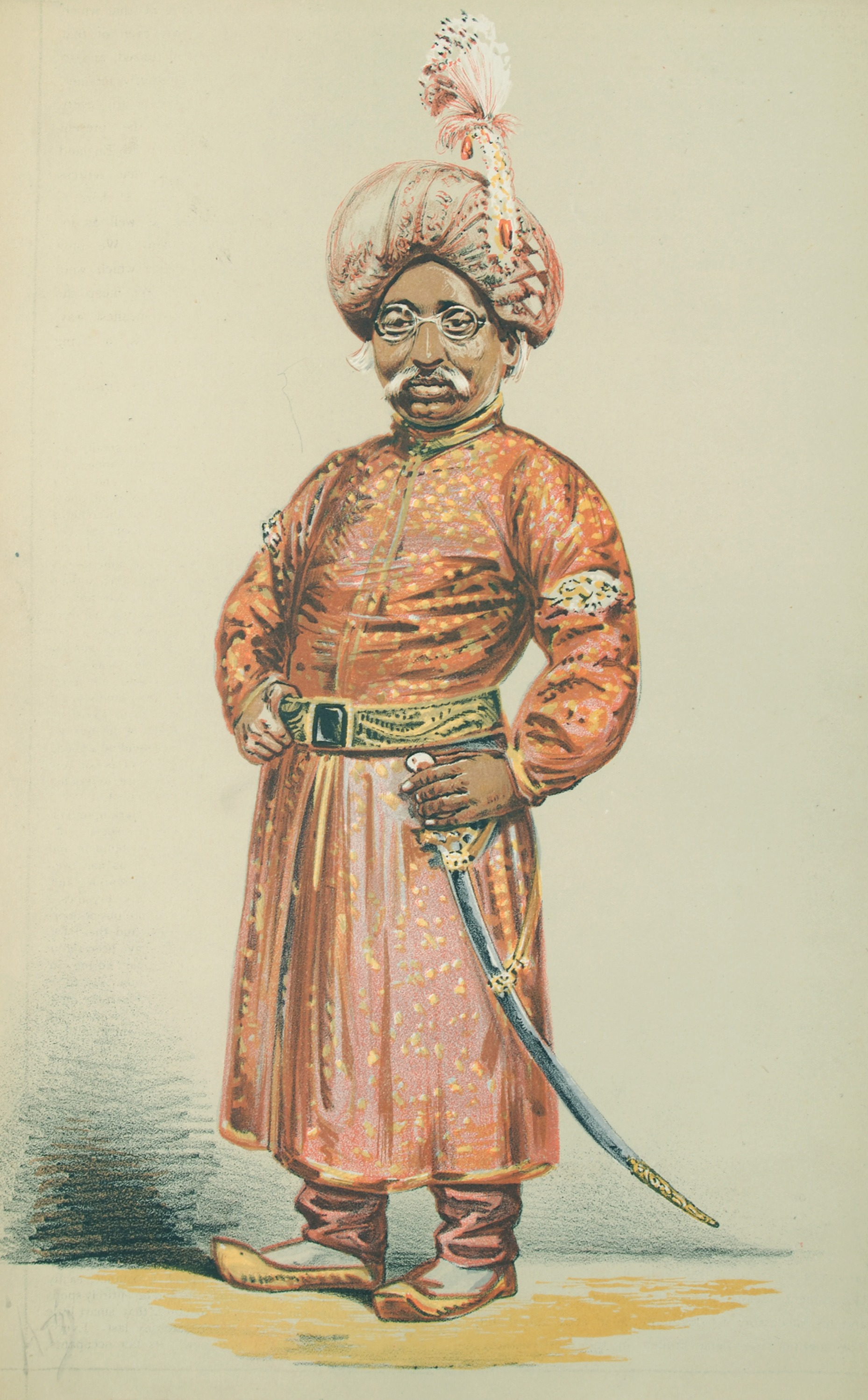